# Alecto Kragge
Alecto Kragge (Engels: Alecto Carrow) is een personage uit de Harry Potter-boeken van J.K. Rowling.
Alecto is de zuster van Amycus Kragge. Ze is net als haar broer een Dooddoener en maakt deel uit van de groep Dooddoeners die in het zesde boek de toverschool Zweinstein binnenvalt. Ze is betrokken bij de aanval op Albus Perkamentus, die uiteindelijk beslist wordt doordat Severus Sneep hem doodt.
In het zevende boek wordt Kragge lerares Dreuzelkunde op Zweinstein, waar ze de leerlingen leert hoe vreselijk Dreuzels volgens haar zijn; ze maakt de leerlingen wijs dat Dreuzels gek, ongemanierd en helemaal niet slim zijn.
Ze viel een keer Marcel Lubbermans aan omdat hij haar vroeg hoeveel Dreuzelbloed zij en haar broer hebben. Daarnaast moet zij de discipline handhaven in de school. Door Heer Voldemort wordt ze gestationeerd in de afdelingskamer van Ravenklauw, omdat hij vermoedt dat Harry daar komt opdagen. Ze wordt echter al gauw het slachtoffer van de Lamstraal van Loena Leeflang.
De Kragges worden uiteindelijk tijdens de Slag om Zweinstein verslagen door Harry Potter, Loena Leeflang en Professor Anderling.